# Зенит (дворец спорта)
Дворе́ц спорти́вных игр «Зени́т» — спортивный комплекс на улице Бутлерова в Санкт-Петербурге. Единственный в городе закрытый футбольный манеж с полноразмерным полем международного уровня, где для перекрытия широкого пространства была применена оригинальная рамно-вантовая конструкция. Здание было спроектировано коллективом архитекторов и инженеров под руководством Григория Морозова и Олега Курбатова в 1972—1974 годах и построено к 1976 году, при этом в процессе строительства проект был изменён, и здание, изначально планировавшееся только как манеж, стало дворцом спорта и получило зрительские трибуны на 3500 мест.
На 2021 год во дворце базировалась детско-юношеская спортивная школа «Зенит».

## История
В 1970-х годах перед советским спортом встал вопрос проведения круглогодичных тренировок, для чего были необходимы крытые манежи с полем международного класса. На тот момент тренироваться зимой футболисты могли только играя в мини-футбол в хоккейных коробках дворцов спорта, что мало было похоже на игру на стандартном поле. В 1972 году архитектор Григорий Морозов начал проектирование здания, способного вместить в себя футбольное поле размером 100 × 64 м. Для этого был задуман футляр 126 × 72 м в проекции и 17 м высотой. Для проектирования однопролётной конструкции таких размеров Морозов пригласил инженера Олега Курбатова, ученика инженера Алексея Морозова, вместе с которым они проектировали другое спортивное сооружение — Дворец спорта «Юбилейный». Курбатов разработал рамно-вантовую конструкцию, удерживающую кровлю опорами двух типов: наклоннёнными внутрь V-образными, держащими большую часть веса, и вертикальными бетонными, за которые закреплены концы вантов, на которых растянута кровля. Такое техническое решение позволило построить первый в стране и единственный в Санкт-Петербурге крытый футбольный манеж с полем международного класса.
Строительство манежа велось с 1974 по 1976 год, и помимо главного архитектора и главного инженера в нём участвовали архитектор Валентина Савельева, инженеры Л. К. Бейлин, В. Л. Постников и другие. Осуществлял строительство 16-й трест Главленинградстроя. За время строительства концепция здания претерпела изменения: если изначально предполагалось лишь проводить в нём тренировки в зимнее время, а в летнее задумывалось использовать зал для выставок, то теперь манеж стал дворцом спортивных игр (ДСИ). Для проведения матчей в присутствии зрителей в проект были добавлены балконы-галереи.
Полная сметная стоимость строительства составила 2 499 800 рублей. Дворец спорта отмечали за рекордно низкую для такой сложной конструкции стоимость строительства: следующий манеж с полноразмерным футбольным полем, построенный в 1976—1979 годах к олимпиаде оказался гораздо дороже и имел, по мнению музея современного искусства «Гараж», стилистически избыточные детали.
В советское время ДСИ «Зенит» принимал матчи «Красной зари» по хоккею с мячом, здесь же состоялся финальный матч Женского Кубка европейских чемпионов по хоккею на траве с участием «Андижанки». Футбольный «Зенит» провёл здесь 4 официальных матча: два в Кубке СССР 1978 года и два в первенстве страны 1990 и 1993 годов. До 2003 года весной и осенью здесь проводили домашние матчи дублёры «Зенита». Также в ДСИ «Зенит» и СКК «Петербургский» проходили матчи Кубка Содружества в 2008 и 2011 годах, некоторые розыгрыши Мемориала Гранаткина, проводится также ряд других футбольных турниров.

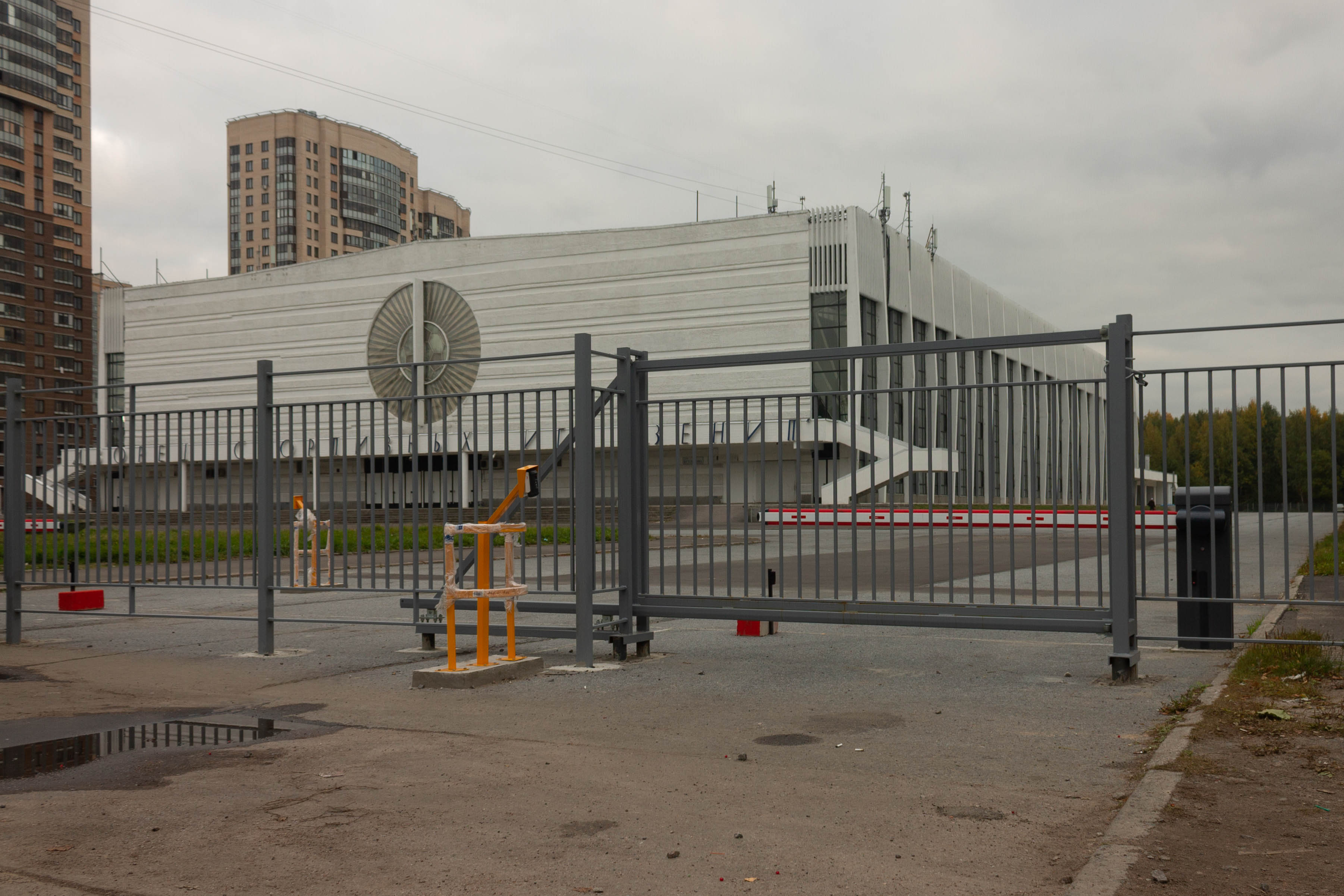
Забор вокруг Дворца спорта

В 2010-х годах рядом с «Зенитом» были построены многоэтажные жилые дома комплекса «Академ-парк» (последняя очередь сдана в 2016 году), что резко обострило проблему нехватки парковочных мест. По этой причине к 2020 году всё заасфальтированное пространство вокруг здания использовалось жильцами близлежащих домов для парковки автомобилей. Летом 2021 года собственники ДСИ начали установку ограждения вокруг здания, оградив также и парковку у спорткомплекса. Это вызвало недовольство местных жителей, которые, кроме парковочных мест, опасались потерять доступ к части Пискарёвского парка, включая расположенный в парке пруд. При этом, по заявлению директора ДСИ, именно неконтролируемая парковка на его территории стала основной причиной установки ограждения. Жители окрестных домов отреагировали на это негативно: была написана петиция против огораживания территории, а некий неизвестный автомобилист сломал 20 свежеустановленных столбов. Директор ДСИ «Зенит» на встрече с местными жителями сообщил, что постройка забора ведётся во исполнение требований надзорных органов по защите от террористической угрозы, такие меры требуются, по причине того, что здание арендует детско-юношеская спортивная школа. При этом часть замечаний жителей была учтена, для доступа на территорию и к парку в заборе были устроены калитки.
В декабре 2022 года совет по сохранению культурного наследия при Правительстве Санкт-Петербурга назвал здание дворца спорта ценным объектом модернистской архитектуры и отметил его идеальную сохранность. При этом здание в числе некоторых других петербургских памятников советского модернизма было рекомендовано к выявлению в качестве объекта культурного наследия России. 14 мая 2024 года здание было официально включено в число выявленных объектов культурного наследия.

## Описание
Дворец спортивных игр расположен по адресу улица Бутлерова, дом 9 и стоит главным фасадом к красной линии, будучи отделённым от неё широким газоном. Задний (восточный) и южный боковой фасады здания примыкают к Пискарёвскому парку. Газон перед главным фасадом расчерчен бетонными линиями-бортиками на клетки, в одной из клеток устроен декоративный бассейн. Вокруг здания ранее были расставлены большие плоские бетонные чаши-вазоны, а территория вокруг, в том числе между газоном и главным фасадом, обустроена под парковку автомобилей. Манеж спорткомплекса используется для тренировок футбольных команд, а также матчей по футболу, хоккею на траве, гандболу, бадминтону и теннису.

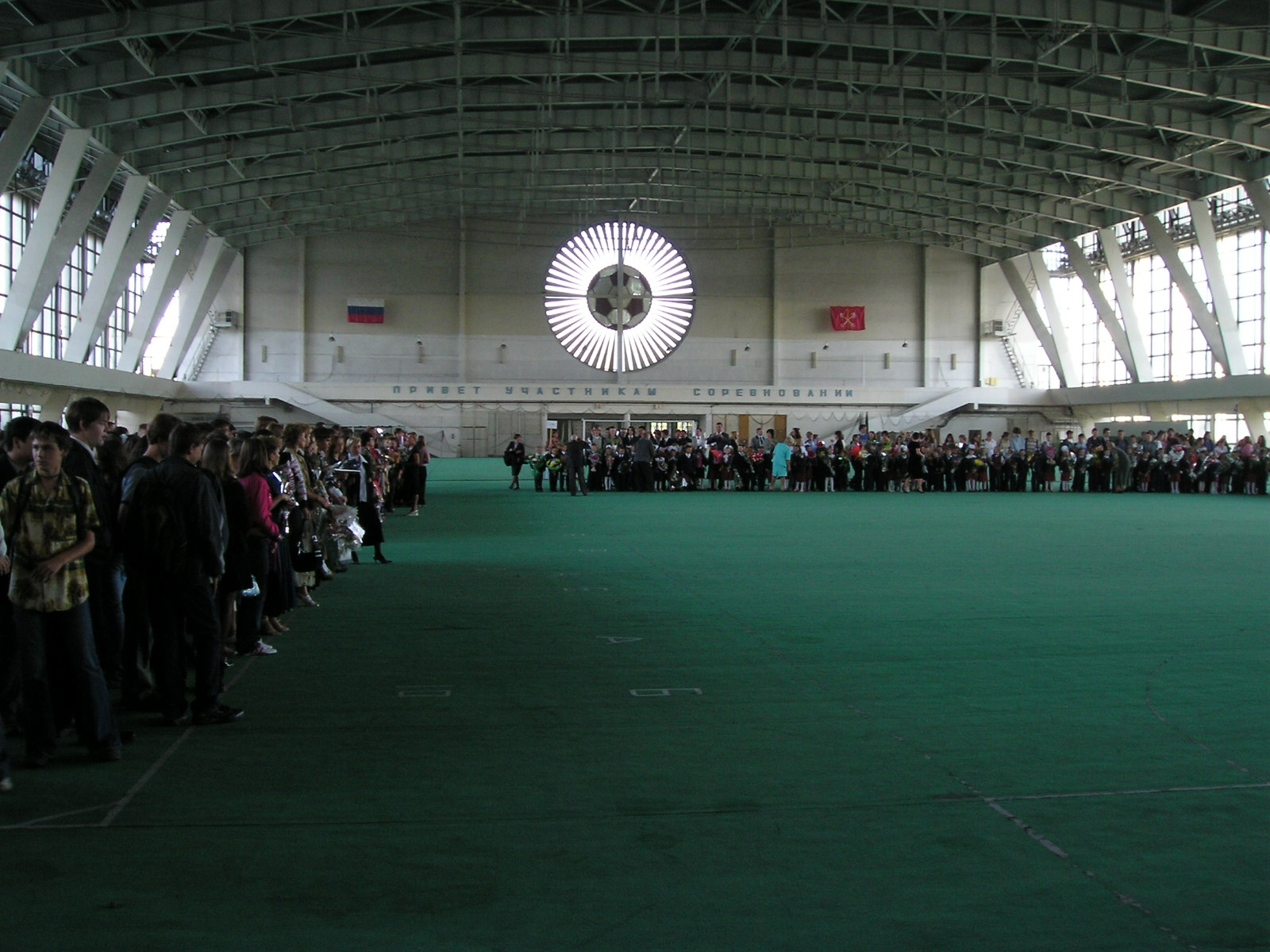
Вид изнутри, видна рамно-вантовая конструкция здания

Здание на прямоугольном плане имеет длину 159 м и ширину пролёта 72 м, его высота — 20 м, а общий строительный объём постройки — 183 060 м³. Дворец спорта состоит из двух частей: манежа длиной 126 м и пристроенного к нему сзади 2-этажного П-образного корпуса с перголой. Перекрытие зала высотой 17 м решено в едином конструктивном приеме: оригинальная рамно-вантовая предварительно напряженная система состоит из несущего каркаса в виде десяти поперечных рам, поставленных с шагом 12 м, и двух торцевых стенок. Поперечные рамы включают блок из двух наклонных V-образных колонн, четырёх колонн-оттяжек и двух арочно-вантовых ферм. Такая конструкция позволяет эффективно использовать в качестве несущих элементов конструкции стальные канаты, так как система сжато растянутых пересекающихся поясов позволяет уравновесить распор в самом покрытии, что выгодно отличает её от чисто вантовых конструкций. Крыша здания состоит из нескольких слоёв: поверх рамно-вантовой конструкции уложен стальной профилированный настил, утеплённый поверх пенополистиролцементом. На крыше уложена многослойная кровля. Внутри здания размещено футбольное поле размером 100 × 64 м с синтетическим покрытием. Изнутри архитектура манежа отсылает к архитектуре готических церквей: конструкции, держащие кровлю, открыты наблюдателю и составляют основную часть визуального наполнения интерьера. Дополняется это витражом в духе готической розы в торце помещения и продольными галереями, которые, в отличие от галерей соборов, замыкаются на весь периметр.
Продольные (боковые) фасады здания визуально и конструкционно схожи с выпрямленным фасадом «Юбилейного» и представляют собой застеклённые стеклопакетами стены между вертикальными пилонами, удерживающими ванты, в верхней части идёт солнцезащитная полоса. Главный фасад, выходящий на улицу Бутлерова, выполнен в виде глухой стены со слегка выделенным фронтоном, отделанной полосами различной ширины, выполненными с помощью рельефной штукатурки, причём углубления между полосами штукатурки гладкие. По нижней части фасада идёт полоса, на которой написано название дворца спорта. Эта полоса по совместительству является балконом, на который по двум сторонам ведут две лестницы-консоли, выдающиеся углами за линии боковых фасадов на 8 м. Двери на фасадном балконе ведут на зрительские балконы в манеже. По центру фасада размещено круглое витражное окно с изображением футбольного мяча, разделённое посередине вертикальной балкой, поддерживающей кровлю.
К заднему торцевому фасаду манежа примыкает П-образная двухэтажная пристройка, промежуточная часть которой перекрыта перголой. Внутри, помимо различных помещений для спортсменов (раздевалки, массажный кабинет, душевые и медпункт), имеются также гардеробы и буфет для зрителей, кинозал на 200 мест и методический кабинет. Фойе в здании не предусмотрено — эту функцию выполняет промежуточная часть корпуса под перголой. Также в пристройке размещены технические помещения вентиляционной, щитовой и прочих служб. Отделка помещений выполнена аскетично: полы выложены керамической плиткой, стальные конструкции окрашены масляной краской, а железобетонные — оштукатурены.

## Владельцы
В 1980-х годах здание было передано коллективу работников дворца спорта, чуть позже здание оказалось на балансе добровольного спортивного общества «Зенит», преобразованного в 1990-х годах в ООО «Дворец спортивных игр „Зенит“». В 2001 году это общество заключило с комитетом управления городским имуществом договор аренды земельного участка под зданием сроком на 49 лет, участок в тот момент находился в городской собственности. В 2011 году ООО попыталось зарегистрировать право собственности на здание на основании 20-летнего срока управления объектом. В рамках этого был подан иск в Арбитражный суд города Санкт-Петербурга, где выяснилось, что здание ДСИ «Зенит» находится не в городской, а в федеральной собственности. По мнению руководства дворца спорта, КУГИ не имел права передавать здание Росимуществу, поэтому этот факт также был обжалован в суде. На 2021 год договор аренды продолжал действовать, организация продолжала занимать здание. В здании базируется детско-юношеская спортивная школа «Зенит».